# وییاخویوسا
وییاخُیُسا (به اسپانیایی: Villajoyosa) دهستانی در استان آلیکانتهٔ اسپانیا است.
در این دهستان ۳۳٬۷۹۷ نفر زندگی می‌کنند. مساحت این دهستان گراماگراما ۵۹٫۱۹ مربع است.